# Дени Фјорентини
Дени Фјорентини (итал. Deni Fiorentini; Сплит, 5. јун 1984) је италијански ватерполиста. У прошлој сезони играо је за италијански клуб Про Реко. Са репрезентацијом Италије освојио је Светско првенство у ватерполу 2011. у Шангају.